# Parties des animaux
Les Parties des animaux (en grec ancien Περὶ ζῴων μορίων / Perì zốôn moríôn, en latin De partibus animalium) est un traité d'Aristote composé de quatre livres ; il présente une classification des animaux et critique les positions platoniciennes de la conception de la nature du vivant.

## Résumé

### Livre I
Le premier chapitre des Parties des animaux n'est pas une simple introduction à l'ouvrage, mais un manifeste philosophique et épistémologique de l'auteur, qui présente ses thèses sur l'étude du vivant en particulier et la science en général.

Aristote commence par parler de la méthode des sciences de la nature. Les animaux sont déjà présents face à l'homme, mais l'expérience commune ne suffit pas ; il faut procéder selon une méthode bien définie pour pouvoir connaître, et classer, les animaux. Il résume ainsi la problématique à laquelle le chercheur de la vérité fait face : 

« Je veux parler de la question de savoir s'il faut s'occuper à part de chaque être et le définir isolément, étudier la nature de l'homme, celle du lion, celle du bœuf ou de tout autre animal, en les prenant chacun séparément, ou bien s'il faut d'abord procéder à une étude générale des traits communs à tous ces animaux. »

Aristote procède comme il le fait dans toutes les parties de l'Organon, à savoir, à travers une catégorisation et une délimitation des objets. Il va chercher à les caractériser par leurs limites, comportements ou forme. 
Les quatre premiers chapitres de ce livre décrivent la méthodologie des sciences de la nature. Le cinquième chapitre, plus métaphysique, laisse apparaître le téléologisme de l'auteur. Aristote se montre finaliste dans sa conception de la nature et déclare que « ce n’est pas le hasard mais la finalité qui règne dans les œuvres de la nature, et à un haut degré ; or, la finalité qui régit la constitution ou la production d’un être est précisément ce qui donne lieu à la beauté ». L'auteur souligne à nouveau l'émerveillement que l'on peut ressentir face à l’étude et à la découverte des êtres de la nature vivante : « La connaissance du plan de la nature en eux réserve à ceux qui peuvent saisir les causes, aux philosophes de race, des jouissances inexprimables. »
Le principe fondamental des Parties des animaux est l'unité d'analogie. « Ce que la pince est au crabe, la main l'est à l'homme ». Les deux sont des organes de préhension : les deux sont caractérisés par la même finalité. Si ces organes ne sont pas de même forme, bien qu'ils aient le même but, cela peut se comprendre par le milieu dans lequel évoluent les différents animaux. Ainsi, les poissons ont pour organes de locomotion des nageoires, parce qu'ils évoluent dans l'eau ; des jambes ou des pattes leur seraient inutiles. Cependant, Aristote n'est pas un partisan du mécanisme. Il critique l'idée selon laquelle toutes les caractéristiques des animaux seraient dues à des causes extérieures et aveugles. La nature, telle qu'il la décrit, ne fait rien en vain. Chaque partie du corps doit pouvoir s'expliquer non seulement par le milieu dans lequel évolue chaque espèce d'animal, mais aussi par une action de la nature qui, soucieuse d'équilibrer les forces et les faiblesses des espèces afin d'empêcher qu'aucune d'entre elles ne disparaisse (nous sommes ici dans un schéma fixiste, non-évolutionniste), leur donne juste ce qu'il faut.
Cette explication par les fins conduit Aristote à identifier aux organes des fins en soi, donc non variables. Avec la méthode finaliste d'explication, le qu'est-ce que ? devient en vue de quoi ?. Beaucoup de ses explications sont justes (en tant que descriptives d'un état présent des espèces et non de leur évolution dans le cadre d'une histoire naturelle), mais certaines, faute des connaissances nécessaires, ne peuvent pas l'être. Ainsi, on ne sait pas à l'époque à quoi servent les poumons. Aristote comprend que les poumons sont aux hommes ce que les branchies sont aux poissons, selon le principe d'analogie évoqué plus haut, mais ignore quel rôle leur attribuer dans l'organisme. Le plus probable lui semble être celui d'un organe de refroidissement, destiné à rafraîchir le corps qui sans adjonction d'air s'échaufferait trop : c'est celui qu'il leur attribue (à la place de la respiration). On y trouve aussi un célèbre passage sur le lien entre l'intelligence supérieure de l'homme et la possession de la main : « Ce n’est pas parce qu’il a des mains que l’homme est le plus intelligent des êtres, mais c'est parce qu’il est le plus intelligent des êtres qu’il a des mains. »

### Livre II
Après ces considérations d'ordre méthodologique et épistémologiques, Aristote entre dans le vif du sujet. Les 9 premiers chapitres décrivent les parties homéomères(semblables) des animaux, c'est-à-dire des parties qui sont de même nature que le tout, qui n'ont pas de but téléologique spécifique : les tissus, les chairs, le sang, la moelle, etc.
À partir du chapitre 10, ce sont les parties anhoméomères (non-semblables) qui sont décrites. Ces parties sont celles pourvues d'une fin particulière, elles ne sont pas semblables entre elles et ne portent pas le même nom. Il s'agit des organes, externes (mains pour saisir, pieds pour marcher, yeux pour voir, etc.). Ces parties ne sont pas de même nature que le tout ; un tissu, qu'il se trouve au pied ou à la main, reste un tissu, tandis que la main et le pied diffèrent de par leur finalité. Aristote décrit les différentes parties du corps selon leur constitution, mais aussi selon leur usage et leur but, qui en font également partie.

### Livres III et IV
La même étude se poursuit tout du long, jusqu'au chapitre 5 du livre IV, où Aristote examine la question du rapport entre les organes.

## Postérité

### Postérité dans l'Antiquité
Pline l'Ancien fera de nombreux emprunts à ce traité sans jamais indiquer sa source. 

### Postérité du Moyen Âge à la Renaissance
L'ouvrage se répand dans le monde arabo-musulman où il circule sous la traduction du Kitāb al-hayawān, dans lequel il est regroupé avec Histoire des animaux et Génération des animaux. Il sera notamment lu et critiqué par Avicenne et influencera Al-Jahiz dans sa rédaction de son propre Livre des Animaux. Cette version arabe traduite en latin par Michael Scot servira de base à Albert le Grand pour son De animalibus. 
Des manuscrits dérivés directement du texte grec ont également été conservés, tels le Parisinus gr.1853 du Xe siècle et le Vaticanus gr. 1339.

### Postérité scientifique au XIXe siècle
Ce traité aura une influence profonde et durable sur les théories de la nature jusqu'aux travaux des naturalistes du XVIIIe siècle. En tant que naturaliste, Aristote ne souffre pas de la comparaison avec Cuvier. L'ouvrage impressionne aussi Darwin : « Linné et Cuvier ont été mes deux dieux dans de bien différentes directions, mais ils ne sont que des écoliers par rapport au vieil Aristote »,.